# Benelli TNT
La TNT est un modèle de motocyclette du constructeur italien Benelli.
La 1130 TNT apparaît en mai 2004. Après la sportive 900 Tornado Tre, la gamme Benelli est complétée par la version roadster.
Comme sur la Tornado, l'esthétique est confiée à Adrian Morton. Le phare en boomerang renferme six ampoules. Les radiateurs de refroidissement sont cachés sous les flancs de réservoir.
Le moteur est dérivé de la Tornado. La cylindrée passe à 1 130 cm³ grâce à l'augmentation de la course des pistons de 49,2 à 62 mm. La puissance est rabaissée à 135 chevaux, mais à un régime moteur de 9 250 tr/min. Le couple grimpe de 2 mkg. La longueur des bielles a été diminuée, permettant de conserver les carters de la Tornado et ainsi de réduire les coûts de production.   
Le cadre est composé d'un treillis tubulaire pour la partie avant, sur lequel vient se boulonner une boucle arrière en aluminium moulé. Le bras oscillant est également en treillis tubulaire.
Le freinage est assuré par deux disques flottants de 320 mm à l'avant et un disque de 240 mm à l'arrière, pincés par des étriers Brembo. Les jantes sont également d'origine Brembo.
La fourche inversée Marzocchi de 50 mm de diamètre est dépourvue de réglage. L'amortisseur arrière est de marque Extremetech.
Elle est disponible en rouge ou jaune.
En 2005, Benelli propose trois séries spéciales sur la base de la 1130 TNT.
La TNT Sport se distingue avec ses étriers de freins à fixation radiale et son coloris noir allié au cadre rouge.
La TNT Cafè Racer est disponible en jaune avec le cadre bordeaux. Les freins radiaux sont conservés, mais elle ajoute une paire de demi-guidons à la place du guidon classique, une fourche Marzocchi de 43 puis 50 mm entièrement réglable, des jantes Marchesini, une selle monoplace et un réglage de la hauteur des repose-pieds par excentrique. Le poids passe à 196 kg.
La TNT Titanium représente la version haut de gamme. La puissance du moteur passe à 143 chevaux. L'embrayage travaille désormais à sec. La fourche Marzocchi de 50 mm est réglable dans tous les sens. Aux modifications de la TNT Cafè Racer s'ajoutent un habillage en carbone, peint en gris et noir, sur un cadre rouge. Le poids est en baisse de 6 kg par rapport à la TNT standard.

L'acheteur peut également choisir entre différentes dimensions de pneumatiques. Outre celles de la TNT standard, on peut opter pour une monte de 120/65 x 17 sur la roue avant et de 180/55 x 17 ou 200/50 x 17 sur la roue arrière.
Pour 2006, la TNT change de nom et s'appelle Tornado Naked Tre.
Au salon de Paris 2007 les Tornado Naked Tre 899 et 899 S.

Le moteur est directement issu de la Tornado mais ne développe plus que 119,6 chevaux à 9 500 tr/min. Le couple est de 8,8 mkg à 8 000 tr/min. Le monoamortisseur est de marque Sachs. Le réservoir est ramené à 16 litres.
La version S est pourvue d'un équipement plus riche, avec un guidon en aluminium, un sabot moteur camouflant le filtre à huile, une selle en deux parties, un garde-boue avant en fibre de carbone. La fourche passe à 43 mm de diamètre et est réglable en extension, compression et précontrainte.
La version standard est disponible uniquement en noir alors que la S arbore une robe orange. Elles sont vendues respectivement 9 990 et 10 490 €.

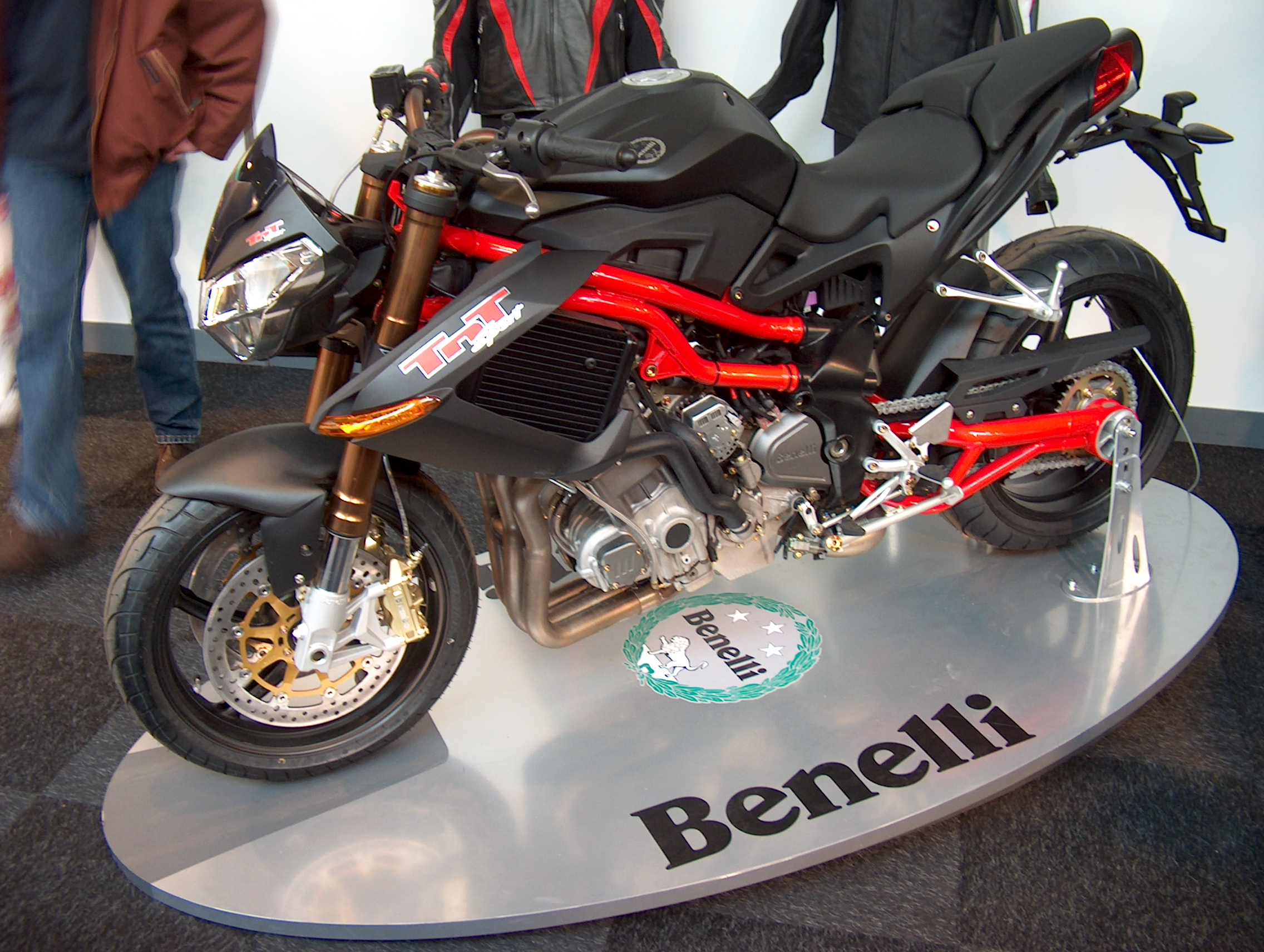
TNT Sport
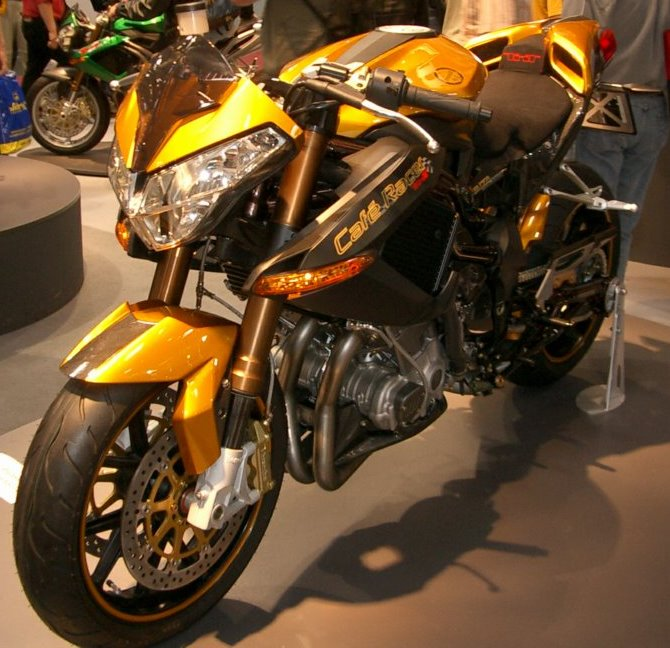
TNT Cafe Racer
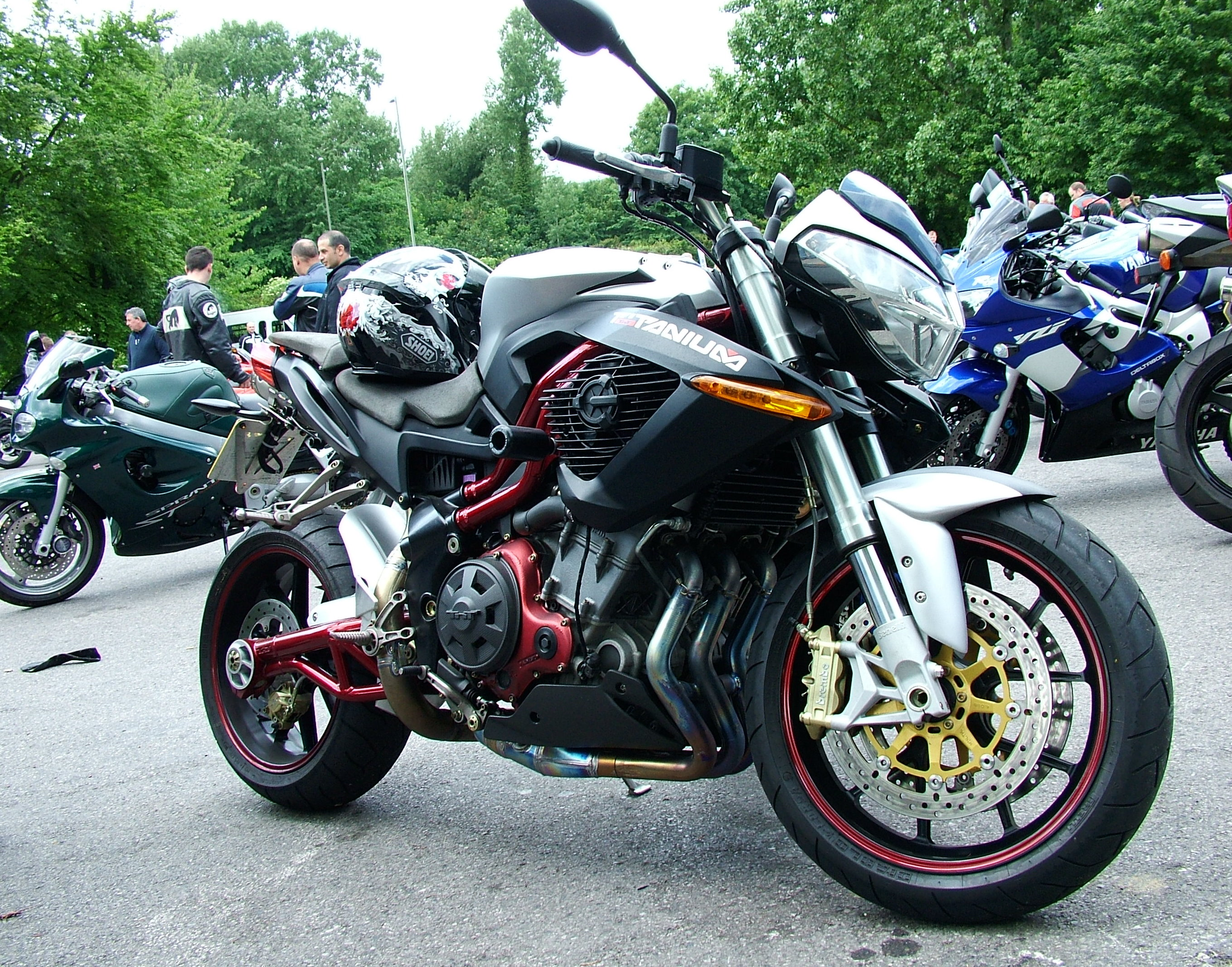
TNT Titanium